# Black Snow (serie televisiva)
Black Snow è una serie televisiva poliziesca australiana del 2023 ambientata in una comunità australiana isolani dei Mari del Sud nel Queensland settentrionale.
Black Snow è stata rinnovata per una seconda stagione il 12 marzo 2024.

## Trama
Nel 2019, il detective della polizia James Cormack indaga sul caso irrisolto dell'omicidio della diciassettenne Isabel Baker nel 1994.

## Episodi
| Episodi | Titolo originale    | Titolo in italiano | Prima TV Australia | Prima TV Italia |
| ------- | ------------------- | ------------------ | ------------------ | --------------- |
| 1       | Unfinished Business |                    | 2023               |                 |
| 2       | Predators           |                    | 2023               |                 |
| 3       | Ezekiel             |                    | 2023               |                 |
| 4       | The Lost Boys       |                    | 2023               |                 |
| 5       | Sugar Sugar         |                    | 2023               |                 |
| 6       | Spirits Speak       |                    | 2023               |                 |